# Schrae

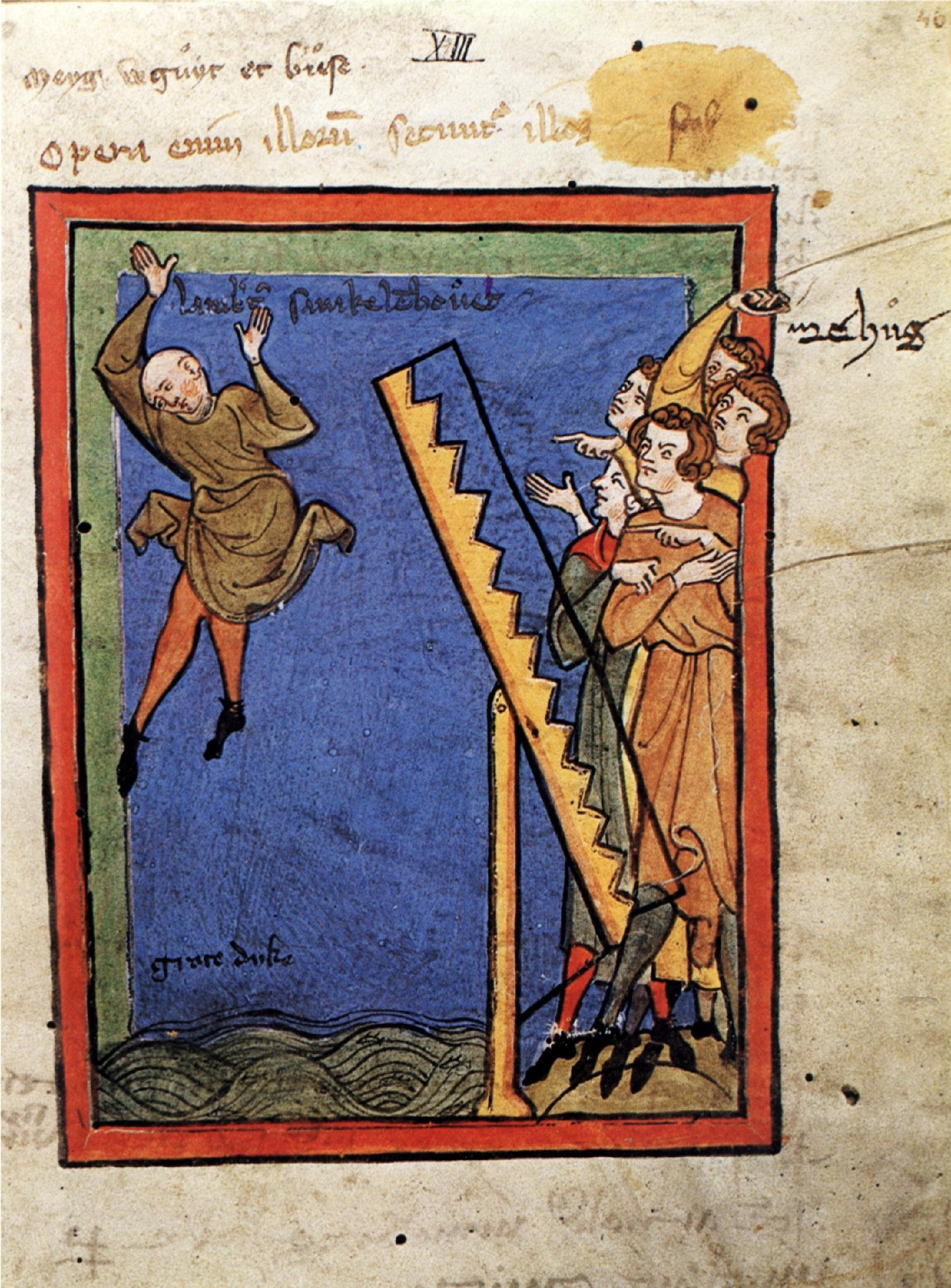
Abbildung der Wippstrafe

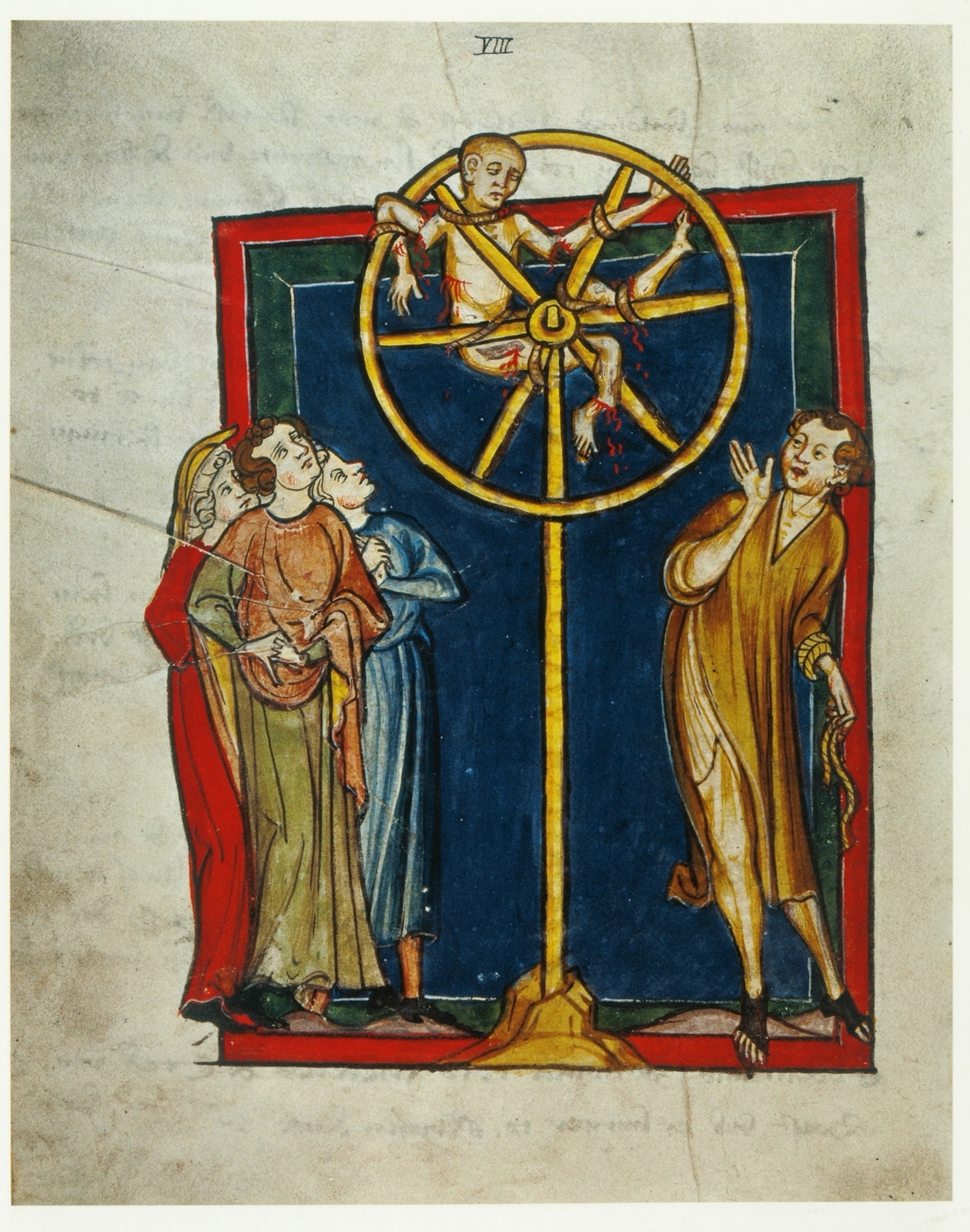
Abbildung der Strafe Rädern

Die Alte Schrae (gesprochen: Schrah, das e ist ein Dehnungs-e), Name des Alten Stadtbuches, ist eine Hauptquelle zur Stadtrechtsgeschichte der Stadt Soest und damit eine wichtige Quelle zum deutschen Stadtrecht überhaupt.

## Inhalt
1315 gab die Stadt Soest einem Maler den Auftrag, das Buch der Nichtsnutze anzufertigen. Jedem sollte eindringlich vor Augen geführt werden, welche drastischen Strafen ihm drohen, wenn er sich nicht an Recht und Ordnung hält.
Die um 1350 begonnene Schrae ergänzt die ursprünglichen Soester Rechtsaufzeichnungen der Alten Kuhhaut (ca. von 1226) und der Neuen Kuhhaut (nach 1281), letztere beiden benannt nach dem ursprünglichen Trägerstoff der Aufzeichnung.
Eine weitere bedeutende Rechtsquelle der Stadt Soest ist das berühmte Acht- und Schwurbuch der Stadt, das Nequambuch (Nequam = lat. „Nichtsnutz“, Buch zwischen 1315 und 1421), in dem Missetaten und ihre anschließende Bestrafung anschaulich illustriert sind, darunter auch die heute vielleicht kurios anmutende Wippstrafe.
Die ersten Rechtsbücher aus dem Soester Stadtarchiv inklusive der Schrae wurden bereits 1749/1755 von T.G.G. Emminghaus, Professor in Jena, herausgegeben.

## Belege
1. ↑  Soest und die Hanse von Hans Rudolf Hartung ISBN 3-924966-06-0 S. 27
2. ↑  Quelle: Hubertus Schwartz: Die Straßennamen der Stadt Soest, Stand 1. April 1966, Soest 1966, S. 23